# Lycianthes cutacensis
Lycianthes cutacensis är en potatisväxtart som först beskrevs av Carl Sigismund Kunth, och fick sitt nu gällande namn av Macbride. Lycianthes cutacensis ingår i Himmelsögonsläktet som ingår i familjen potatisväxter. Inga underarter finns listade i Catalogue of Life.